# Tony Crosland
Charles Anthony Raven (Tony) Crosland (Hastings, Engeland, 29 augustus 1918 – Oxford, Engeland, 19 februari 1977) was een Brits politicus van de Labour Party. Crosland was van 1965 tot 1977 een prominent bewindspersoon in de kabinetten van Harold Wilson en James Callaghan, hij was onder andere minister van Onderwijs van 1965 tot 1967, minister van Handel van 1967 tot 1969, minister van Transport van 1976 tot 1976 en minister van Buitenlandse Zaken van 1976 tot aan zijn dood. Op 19 februari 1977 overleed hij op 58-jarige leeftijd aan hersenbloeding.
- Biblioteca Nacional de España: XX819876
- Bibliothèque nationale de France: cb12186201m (data)
- Gemeinsame Normdatei: 11867062X
- International Standard Name Identifier: 0000 0001 2147 0667
- Library of Congress Control Number: n50018862
- Nationale Bibliotheek van Tsjechië: skuk0000271
- Nationale Bibliotheek van Israël: 987007500879305171
- Nationale Bibliotheek van Polen: a0000002100506
- Nederlandse Thesaurus van Auteursnamen: 069116768
- LIBRIS: 182937
- SNAC: w6qj9ggb
- Système universitaire de documentation: 030450195
- Trove: 1229381
- Virtual International Authority File: 108609094
- WorldCat: E39PBJB4cBfDkDcJWpyyKqYF8C